# Seagull Intersection

Verkehrsknoten „Möwe“ – Seagull, Continuous-Green-T, Turbo-T

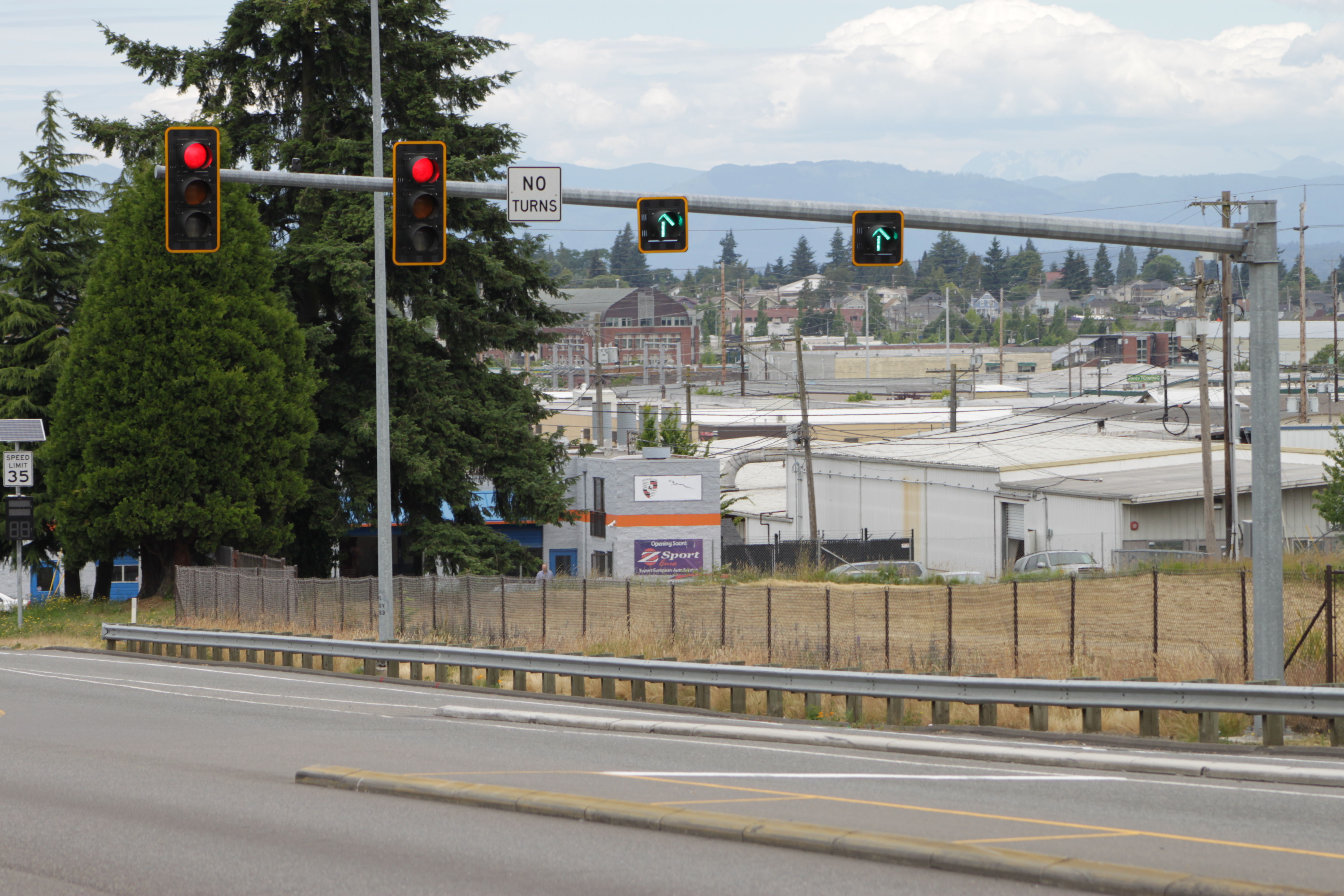
Seagull intersection auf dem Broadway in Everett (Washington).

Kleinerer Seagull-Verkehrsknoten

Ein Verkehrsknoten vom Typ Seagull, dem englischen Wort für „Möwe“, ist ein dreiarmiger, T-förmiger, höhengleicher Verkehrsknoten, der die durchführende Verkehrsrichtung gegenüber dem Abzweig durch Linksanschluss konfliktfrei anbindet. Weltweit hat er verschiedene Bezeichnungen: in Australien und Neuseeland Seagull Intersection, allgemein in den USA Continuous Green T-Intersection (CGT), in den US-Bundesstaaten Utah und Nevada High-T Intersection, in Florida Turbo-T. Die Konstruktion bietet sich bevorzugt für autobahnähnliche Straßen an, die in getrennten Richtungsfahrbahnen und nicht höhenfrei verlaufen. Innerorts bildet der unmotorisierte Verkehr die einzige Ausnahme der konfliktfreien Verkehrsführung auf der ununterbrochen grün geschalteten durchführenden Fahrbahn. Diese wird daher als Continuous Green Through Lane (CGTL) bezeichnet.

## Leistung
Je nach Verkehrsaufkommen, erlaubten Geschwindigkeiten und Übersichtlichkeit des Verkehrs verlangt die Seagull Intersection nicht zwingend eine Ampel. An Stellen mit von Ampeln gestauten und auf den Fahrtrichtungen wechselnd auftretenden Fahrzeugpulks löst eine Seagull Intersection den Konflikt, dass beim Links-Einbiegen beide Fahrtrichtungen frei sein müssen und bietet ein größeres Zeitfenster zum Auffahren.
Bei wechselseitig gelegenen dreiarmigen Verkehrsknoten, sogenannten Offset T-Intersections, die eine Grüne Welle aufgrund der ungünstigen Entfernung erschweren, kann die Eigenschaft der frei fließenden Hauptrichtung gegenüber der Seitenrichtung hilfreich sein. Dies spart Kraftstoff und Emissionen.

## Ausführungen

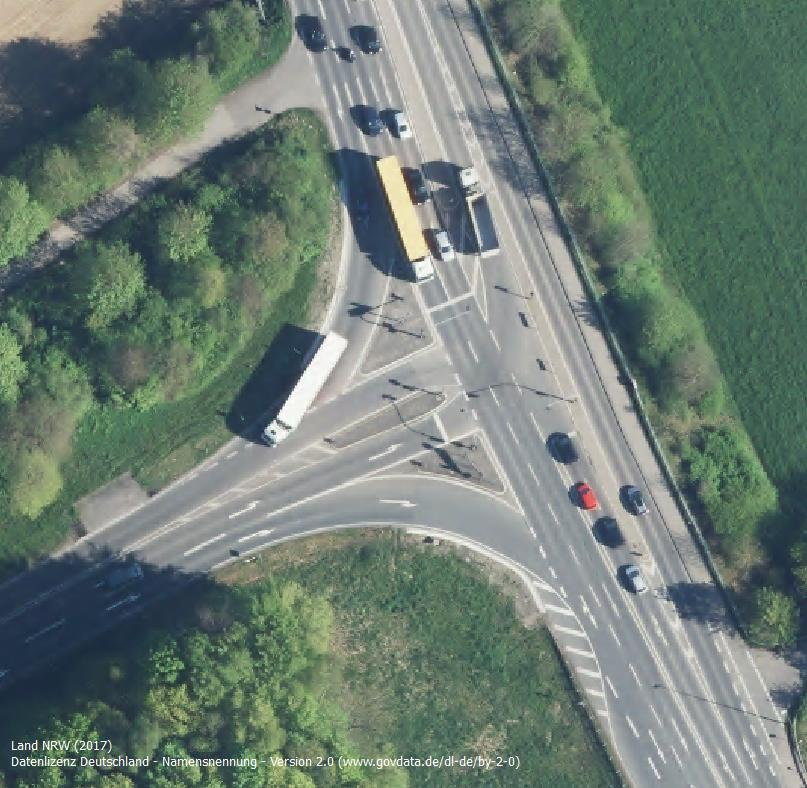
Nördlicher Teilknoten der AS Würselen, A 544

Der linksseitige Anschluss verlangt eine begrenzte Geschwindigkeit, um das Einfädeln der auffahrenden Fahrzeuge zu ermöglichen. Da das Rechtsfahrgebot dazu anhält, die rechte Fahrspur zu benutzen und die Hauptrichtung nicht von Lichtsignalanlagen kontrolliert wird und vorrangig ist, bedarf es mindestens einer Fahrbahnmarkierung, die den Durchgangsverkehr vom Beschleunigungsstreifen fernhält und dem auffahrenden Verkehr den vorzeitigen Spurwechsel verbietet. Bei verschneiter Fahrbahn oder schlechten Sichtverhältnissen kann die ungewohnte Markierung übersehen werden. Es existieren einige Verkehrsknoten dieser Art, die mit Verkehrsinseln die Fahrbahnen sicher abtrennen.

## Beispiele

### Deutschland
- Hauptstraße (L23) / Bundesstraße 51 in Olzheim 50° 16′ 5″ N, 6° 27′ 21″ O
- Hauptstraße (L204) / Bundesstraße 51 in Dahlem (Nordeifel) 50° 24′ 21″ N, 6° 34′ 5″ O
- An der Anschlussstelle Greven der A 1 sind die beiden Knoten auf dem Zubringer B 481 mit Fahrbahnen statt Sperrflächen ausgeführt. 52° 5′ 0″ N, 7° 38′ 42″ O, 52° 5′ 5″ N, 7° 38′ 35″ O.
- Verlautenheidener Straße (L23) an der Anschlussstelle Würselen der A 544 50° 48′ 4″ N, 6° 9′ 0″ O
- Am Friederikenplatz in Hannover vom Friedrichswall zum Leibnizufer 52° 22′ 11″ N, 9° 43′ 56″ O.

### Österreich und Ungarn

T-förmiger Verkehrsknoten in Österreich und Ungarn

T-förmiger Verkehrsknoten in Deutschland mit Sperrfläche
(keine Seagull)

In Österreich und Ungarn wurde seit den 1980er Jahren vermehrt auf Sperrflächen oder Vergleichbares verzichtet. Der Bereich hinter dem Linksabbiegefahrstreifen wurde lediglich mit Pfeilen versehen, die zum Einfädeln nach rechts auffordern, um die folgende Fahrbahnverengung auf das übliche Profil anzukündigen. Eine schützende Fahrbahnmarkierung existiert häufig nicht. Einige stärker belastete Verkehrsknoten sind mit einer länger verlaufenden und trennend markierten Fahrbahn versehen. Der § 7 Abs. 4 der österreichischen Straßenverkehrsordnung (StVO) vom 1. Oktober 1994 verweist schwammig auf vergleichbare Situationen.

### Polen
- aleja Młodzieży Polskiej / Kościuszki, Słubice 52° 20′ 56″ N, 14° 33′ 45″ O

### Kanada
- In Delta (British Columbia) an 72 Street auf dem British Columbia Highway 91 49° 8′ 2″ N, 122° 55′ 44″ W

In Saskatoon im Jahr 2011 fertiggestellt:
- am College Drive zur Central Avenue 52° 7′ 43″ N, 106° 35′ 57″ W
- am Circle Drive zur Airport Drive 52° 9′ 17″ N, 106° 40′ 54″ W
- am Circle Drive zur Laurier Drive 52° 8′ 4″ N, 106° 43′ 4″ W
- am Circle Drive zur Clancy Drive 52° 7′ 19″ N, 106° 43′ 5″ W
- an der 22nd Street zur Hart Road 52° 7′ 46″ N, 106° 44′ 21″ W

### USA

#### Florida
- In Jacksonville entlang dem Roosevelt Boulevard und Main Street (beide Teil der US-17) sind 7 GCTLs, eröffnet zwischen 1972 und 1992

Verkehrszeichen in Florida verweist auf eine
„Continuous Green Through Lane“.

- 30° 16′ 19″ N, 81° 42′ 52″ W Ortega Forest Drive, eröffnet 3. März 1987
- 30° 16′ 43″ N, 81° 43′ 13″ W Parkplatz zur Roosevelt Mall, eröffnet 13. Oktober 1986
- 30° 17′ 40″ N, 81° 43′ 12″ W Park Street
- 30° 15′ 12″ N, 81° 41′ 57″ W Long Bow Road, eröffnet 1. Mai 1972
- 30° 25′ 12″ N, 81° 38′ 54″ W Imeson Park Boulevard, eröffnet 17. Mai 1992
- 30° 26′ 29″ N, 81° 38′ 28″ W Baisden Road, eröffnet 1. Februar 1991
- 30° 24′ 18″ N, 81° 38′ 59″ W Heckscher Drive, eröffnet 1. Februar 1987

#### Colorado
- SH-141 / US-50, Grand Junction 39° 0′ 52″ N, 108° 28′ 29″ W[2]
- US-160 / US-550 Durango 37° 13′ 18″ N, 107° 50′ 47″ W[2]

#### Nevada
- Lakeshore Road / Great Basin Highway (US-93) Boulder City 36° 0′ 33″ N, 114° 48′ 0″ W[4]
- Lake Mountain Drive / Great Basin Highway (US-93) Boulder City 35° 59′ 17″ N, 114° 50′ 3″ W

#### Texas
- Allen Parkway / Taft Street – Houston, Texas 29° 45′ 40″ N, 95° 23′ 9″ W
- Lark Boulevard / North Bicentennial Boulevard, McAllen 26° 15′ 39″ N, 98° 13′ 47″ W[11]
- Auf dem Zubringer (South 1st Street) zum Winters Freeway (US-277) in Abilene sind die beiden Knoten des halben Kleeblattes als Continuous-Green-T gebaut. Drei von vier Hauptrichtungen des Knotens haben dadurch frei fließenden Verkehr. 32° 27′ 8″ N, 99° 47′ 6″ W

#### Utah
- UT-201 auf Höhe UT-111 – Magna (Utah) 40° 43′ 3″ N, 112° 5′ 30″ W

### Australien
- Cotter Road / Streeton Drive in Weston Creek (bei Canberra) 35° 19′ 34″ S, 149° 3′ 13″ O
- Island Point Road, Tomerong 35° 4′ 17″ S, 150° 34′ 14″ O[1]
- Kells Road, Tomerong 35° 3′ 55″ S, 150° 34′ 23″ O

### Neuseeland
- Forrest Hill Road / Wairau Road, Takapuna, Auckland 36° 46′ 48″ S, 174° 45′ 0″ O
- Upper Harbour Highway (State Highway 18) / Paul Matthews Drive – North Shore, Auckland 36° 45′ 9″ S, 174° 42′ 57″ O
- New Zealand State Highway 2 / Gibbons Street – Upper Hutt 41° 6′ 58″ S, 175° 3′ 55″ O
- Western Hutt Road (SH 2) / River Road (SH 2) / Fergusson Drive – Silverstream, Upper Hutt 41° 8′ 42″ S, 174° 59′ 47″ O
- New Zealand State Highway 1 / Whitford Brown Drive – Porirua 41° 7′ 15″ S, 174° 51′ 15″ O
- Am Waikato Expressway bei 37° 19′ 33″ S, 175° 3′ 58″ O und 37° 18′ 33″ S, 175° 4′ 3″ O

## Beispiele anderer CGTLs
- A 4, Halbanschluss Frechen-Nord: Südlicher Zubringerknoten Richtung nord. 50° 55′ 43″ N, 6° 49′ 14″ O